# Гордонвил (Мисури)
Гордонвил (енгл. Gordonville) град је у америчкој савезној држави Мисури.

## Демографија
По попису из 2010. године број становника је 391, што је 34 (-8,0%) становника мање него 2000. године.
| Група             | 2000.       | 2010.       |
| Белци             | 418 (98,4%) | 386 (98,7%) |
| Афроамериканци    | 0 (0,0%)    | 1 (0,3%)    |
| Азијати           | 0 (0,0%)    | 0 (0,0%)    |
| Хиспаноамериканци | 1 (0,2%)    | 2 (0,5%)    |
| Укупно            | 425         | 391         |